# 久间章生
久间章生（1940年12月4日—），日本政治家，日本国会自民党籍众议员，2013年退休，並受頒旭日大綬章。

## 生平
1940年生于九州长崎县南岛原市，1964年毕业于东京大学法学部，曾于1996年－1998年桥本龙太郎执政时期任防卫厅长官，2006年9月出任安倍晋三内阁防卫厅长官。2007年1月日本防卫厅升格为防卫省后，久间章生是首任防卫大臣。
2007年6月30日，久间章生在千叶县柏市的丽泽大学演讲时，称“长崎遭美国原子弹袭击后的确经历了悲惨的灾难，但是二战由此而宣告结束，从这个方面想，美国向日本投下原子弹是‘无奈之举’，而且美国投下原子弹有阻止苏联参加对日作战的目的”。此演讲立刻在日本朝野引起强烈批评和抗议。迫于国内各方面压力，久间章生于2007年7月3日宣布辞去防卫大臣一职，7月5日正式離職，由被舆论称为“一枝花”的小池百合子女士接任。